# San Pietro d'Orio
San Pietro d'Orio (da orium (sponda, in latino)) è un'isola della Laguna di Grado, abitata fin da epoca romana e ora ridotta a un piccolo lembo di terra. Posta nella parte occidentale della laguna (palù de soto), occupa una posizione strategica: prossima alla città di Grado e al mare, e affacciata su uno dei principali canali lagunari, cui dà il nome (canale di San Pietro d'Orio), oggi ospita poche rovine ed è esposta alle minacce del mare, soprattutto dopo la forte riduzione del Banco d'Orio, il cordone sabbioso che la proteggeva a sud.

## Storia

### Origini e medio evo
L'isola conserva tracce di un antico tempio romano dedicato ad Apollo Beleno, divinità particolarmente venerata nella città di Aquileia (ad una decina di chilometri dall'isola, è sopravvissuto fino ai nostri giorni il toponimo Beligna, che designa una località dell'attuale comune di Aquileia).
Con la fine dell'impero romano e la formazione dell'attuale laguna (V-VII secolo), l'isola mutò completamente aspetto e funzioni. Già nel VI secolo Elia, patriarca di Grado, fece erigere una prima chiesa. Nei secoli successivi i monaci benedettini vi costruirono un convento che, con alterne vicende, fu attivo per quasi mille anni.

### Gli ultimi secoli
Nel 1578 il convento passò in gestione ai francescani, ma il declino dell'isola, sempre più minacciata dall'avanzare del mare, era ormai inarrestabile. Nel XVII secolo, per assistere le popolazioni di pescatori che abitavano la laguna occidentale, dal convento della vicina isola di Barbana vennero inviati due frati. Si trattava però di uno degli ultimi tentativi di mantenere una presenza stabile sull'isola, troppo esposta all'azione del mare. Da una cronaca del 1696 sappiamo che il monastero, animato ormai dalla presenza di un solo sacerdote che viveva di pesca e di carità, era ridotto in misere condizioni.
Nel 1780 il monastero venne definitivamente distrutto da una mareggiata. Alla fine dell'Ottocento i viaggiatori ne potevano ancora scorgere i ruderi. Nel 1820 nell'isola venne comunque ricostruito un campanile in stile veneziano, che nel 1915 venne però distrutto con delle mine dall'esercito italiano per impedire che potesse fornire un riferimento agli austriaci.